# ألفرد لارسن
ألفرد لارسن هو مصارع هاوي نرويجي، ولد في 22 يناير 1905 في أوسلو في النرويج، وتوفي في 6 يونيو 1983.

## وصلات خارجية
- ألفرد لارسن على موقع أوليمبيديا (الإنجليزية)